# Sara Soulié
Sara Soulié är en finsk-dansk skådespelare och dansare.
Soulié har utbildat sig på Teaterhögskolan i Helsingfors. Innan dess studerade hon nutidsdans i Österrike på Salzburg Experimental Academy of Dance och i Frankrike på Conservatoire de Région de Montpellier.
Soulié har danskt och finskt medborgarskap. Hon talar danska, svenska och finska som modersmål. Utöver dessa språk talar hon flytande franska, engelska och estniska, och lite tyska.

## Filmografi (i urval)
| År        | Titel                           | Genre             | Roll      | Produktionbolag/regissör                                     |
| --------- | ------------------------------- | ----------------- | --------- | ------------------------------------------------------------ |
| 2009      | Emmy                            | kortfilm          | biroll    | Clutch Productions/Artur och Emil Sallinen                   |
| 2010      | Världens bästa historia         | kortfilm          | huvudroll | Clutch Productions/Artur och Emil Sallinen                   |
| 2011      | Där vi en gång gått             | film och tv-serie | biroll    | Helsinki-filmi/Peter Lindholm                                |
| 2011      | Djurens dag                     | kortfilm          | huvudroll | Kinoproduction/Tommi Seitajoki                               |
| 2012      | The Other Wife                  | mini-tv-serie     | biroll    | Gate Television Productions Ltd/Giles Foster                 |
| 2012      | Nymfit                          | tv-serie          | huvudroll | Fisher King Production/Miikko Oikkonen                       |
| 2013      | Gonthrion                       | kortfilm          | huvudroll | Clutch Productions/Emil Sallinen                             |
| 2014      | Draktränaren 2                  | animerad film     | biroll    | DreamWorks/Chris Sanders och Dean DeBlois                    |
| 2014      | Toiset tytöt                    | film              | huvudroll | Fisher King Productions/Esa Illi                             |
| 2016      | Kohtuuttomuuksia                | tv-serie          | biroll    | Solar Films/Petri Kotwica                                    |
| 2018      | Jättekiva                       | tv-serie          | biroll    | Elisa Viihde/Niklas Lindgren                                 |
| 2018      | Murderous Trance                | film              | biroll    | Art House Productions/Arto Halonen                           |
| 2019      | Noces d'Or                      | film              | biroll    | Ex Nihilo/Nader T. Homayoun                                  |
| 2020      | Metsäjätti                      | film              | biroll    | Solar Films/Ville Jankeri                                    |
| 2020      | Se upp för Jönssonligan         | film              | biroll    | SF Studios/Tomas Alfredson                                   |
| 2020      | Tove                            | film              | biroll    | Helsinki-filmi/Zaida Bergroth                                |
| 2020-2022 | Paras vuosi ikinä               | tv-serie          | biroll    | Tuffi Films/Selma Vilhunen, Kirsikka Saari, Jenni Toivoniemi |
| 2022      | Mieheni vaimo                   | tv-serie          | huvudroll | Lucy Loves Drama/Inari Niemi                                 |
| 2022-2025 | Mies joka kuoli                 | tv-serie          | biroll    | ReelMedia/Samuli Valkama                                     |
| 2023      | Mrs. Chatterjee vs. Norway      | film              | biroll    | Cuba Films/Ashima Chibber                                    |
| 2023      | Ett sista race                  | film              | biroll    | SF Studios/Edward af Sillén                                  |
| 2023      | Hammarskjöld                    | film              | biroll    | Unlimited Stories/Per Fly                                    |
| 2023      | Börje - The Journey of a Legend | tv-serie          | biroll    | Warner Bros./Amir Chamdin                                    |
| 2024      | Valhalla Project                | tv-serie          | huvudroll | Snapper Films/Juha Wuolijoki                                 |
| 2024      | The Conflict                    | tv-serie          | huvudroll | Backmann & Hoderoff/Aku Louhimies                            |
| 2024      | Vares X                         | film              | biroll    | Solar Films/Tuukka Temonen                                   |
| 2025      | Mix Tape                        | tv-serie          | biroll    | Aquarius Films/Lucy Gaffy                                    |

## Teater och dans
| År        | Titel                                   | Teater                      | Regissör         |
| --------- | --------------------------------------- | --------------------------- | ---------------- |
| 2010      | Kaukaasialainen liitupiiri              | Teaterhögskolan             | Lauri Maijala    |
| 2010      | Komendanten och den sluga ränksmiddaren | Samfundet Ehrensvärd        | Frank Skog       |
| 2010      | Scener ur ett äktenskap                 | Teaterhögskolan             | Marcus Groth     |
| 2011      | Worship!                                | Teater Nya Rampen           | Jakob Öhrman     |
| 2012-2013 | Remont                                  | Svenska Teatern             | Joakim Groth     |
| 2013      | Spaceparticles #10                      | Liisa Pentti + CO           | Liisa Pentti     |
| 2014      | Finnphonia Emigrantica                  | European Theatre Collective | David Kozma      |
| 2014      | Transfinlandia                          | Teaterhögskolan             | Piia Peltola     |
| 2015      | Måsen av Anton Tjechov                  | Teater Mars & Ozonteatern   | Åsa Salvesen     |
| 2016      | The Sinking of the Titanic              | Liisa Pentti + CO           | Liisa Pentti     |
| 2017      | Love and Disaster                       | Chekhov Machine Company     | Cris af Enehielm |
| 2018      | Fylla Sex 2.0                           | Teater Mars                 | Joakim Groth     |
| 2025      | Sinun, Margot                           | Helsingfors stadsteater     | Riikka Oksanen   |